# Oospila longipalpis
Oospila longipalpis là một loài bướm đêm trong họ Geometridae.